# ウィリアム・コスグレイヴ
ウィリアム・トーマス・コスグレイヴ（コズグレイヴとも）（William Thomas "W. T." Cosgrave, アイルランド語: Liam Tomás Mac Cosgair; 1880年6月6日 – 1965年11月16日）は、アイルランドの政治家。アイルランド自由国の初代行政評議会議長（首相）。

## 独立運動家として

### 生い立ち
ウィリアム・コスグレイヴは1880年に、ダブリンのカトリック教徒の家にて次男として生まれた。コスグレイヴは1980年からカトリック系のクリスチャン・ブラザーズにて教育を受けた。卒業後は父トーマス・コスグレイヴのパブ「ティペラリー」の経営に関わった。

### 政治の世界へ
コスグレイヴは1905年に、アーサー・グリフィス率いるシン・フェイン党に参加した。また1909年から1922年まで、アイルランド義勇軍に所属した。1916年のイースター蜂起にはコスグレイヴも参加した。蜂起鎮圧後、イギリス軍の軍事法廷にて死刑を宣告されるが、のちに終身刑に減刑された。コスグレイヴはウェールズの刑務所に収監された。収監中の1917年、キルケニー市議会の議員に獄中当選し、1919年には恩赦により釈放された。コスグレイヴは同年6月24日にダブリンにてルイザ・フラナガンと結婚した。

## 英愛条約
コスグレイヴはグリフィス、マイケル・コリンズを含む代表団の団長として、英愛条約を交渉した。議会（ウラクタス）で条約承認の賛否が問われ、64対57で可決された後、1922年1月にエイモン・デ・ヴァレラは暫定政府の代表を辞任し、グリフィスと交代した。コリンズは条約に従って臨時政府を組織し、臨時政府のメンバーにはコスグレイヴも加わった。
コスグレイヴはコリンズより政権を譲り受けてから、正式に政府を樹立するまで、首相の地位にいた。

## 行政評議会議長として

### 国内政策
コスグレイヴは、アイルランド自由国の行政評議会議長（首相）に就任した時、42歳であったが、閣僚中で最年長であった。就任後、コスグレイヴはイギリスからの軍事援助などを受け取りつつ、アイルランド国軍（自由国政府に承認され、編制された正規の軍隊）を用いて反条約派IRAの弾圧とアイルランド内戦の早期終結を進めた。その一環として、1922年10月には民間人の武器保有を禁じる法令を発令し、違反者を処刑した。1923年6月には新党クマン・ナ・ゲールを結党し、シン・フェイン党から離脱した。同年5月に残存反条約派IRAは降伏および武装解除をし、内戦は終結した。
1924年にイギリスと自由国政府は「自由国と北アイルランドの国境を再確定する」国境委員会の開催に合意した。自由国はカトリック住民が多数を占める国境沿いのロンドンデリー県、アーマー県、ティロン県を獲得することを期待していた。しかし、北アイルランド当局がこれを拒否した。結局、国境は変わらなかった。自由国政府は土地年賦金（land annuities）の帳消しと引き換えに、南北アイルランドの「国境」を認めることに合意した。

### 外交政策

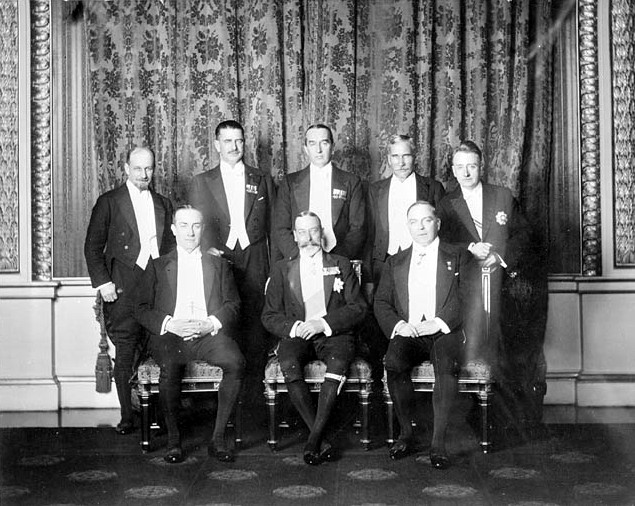
コスグレイヴ（右端）。アイルランド自由国が参加した大英帝国会議。イギリス国王ジョージ5世と共に。

コスグレイヴと新政権は、イギリスの「自治領」の地位を受け入れたが、決してイギリスを信用しなかった。政府は「独立国」であることを内外に示すため、1923年に国際連盟に加盟した。また、多くの国々と外交官を交換し、国交を樹立した。
英愛条約では、他の自治領と比較して、より多くの権限が自由国に与えられた。 国王の名代としての総督の存在や忠誠の誓いなどの制限があったが、内政上の主権は完全に認められた。

### 経済政策
内戦終結後、コスグレイヴ政権は保守的な経済政策、低課税、均衡財政などを採用した。自由国の通貨であるアイルランド・ポンドは、スターリング・ポンドとリンクしたままだった。コスグレイヴ自身は保護貿易ではなく自由貿易を主張したが、中程度の関税は導入された。
産業開発は、主に農業分野に重点が置かれた。新政府は自作農の育成と農地拡大のために、土地法を制定した。農業分野の梃入れと農民の生活水準向上のため、アイルランド製糖会社 と農業信用組合が置かれた。また、新規雇用の創出と産業開発に必要な電力供給のため、1927年にESBが設立された。同社はシャノン川流域に複数のダムの水力発電所を建設した。
しかし、1930年代と不況はこれらの政策の効果を縮小させた。 政府は不況対策として経済振興策を進めたものの、財政政策に失敗し、自由国経済は悪化の一途をたどった。
アイルランド随一の工業地域であるアルスター地方のほとんどが自由国から離脱したことは、アイルランド全体に悪い影響を与えた。

## 野党の指導者として
1932年の総選挙で、フィアナ・フォイルはドイル・エアラン（下院）に72議席を獲得、過半数に及ばないもののドイル内の第1党に躍り出た。コスグレイヴ派の政党であるクマン・ナ・ゲールは敗北し、コスグレイヴは行政評議会議長を辞任した。
選挙に敗れて下野したコスグレイヴは1933年、クマン・ナ・ゲールと他の2党とで合同してフィナ・ゲールを結成し、1944年まで同党の党首を務めた。

## 死
コスグレイヴは1965年11月16日に85歳で死亡した。フィアナ・フォイル所属の首相ショーン・リーマスは、コスグレイヴの功績を顕彰する形で国葬をした。国葬には、主要政党の指導者や群衆の他、政敵であった大統領デ・ヴァレラも出席した。コスグレイヴの遺体は、ゴールデン・ブリッジ墓地に埋葬されている。
ウィリアム・コスグレイヴの息子であるリーアム・コスグレイヴは、1944年にドイル・エアランの議員となり、1965年からフィナ・ゲールの党首、1973年から1977年まで首相を務めた。